# Азартні ігри в Литві
Азартні ігри в Литві є легальними в звичайних казино та з 2016 року — в інтернеті. В литві є 18 звичайних казино в 5 містах (Клайпеда, Каунас, Паневежис, Сауле, Вільнюс). Коли формально ставки та казино в інтернеті не регулювалися державою, гравці користувались сайтами, що працювали в країні. Казино країни керуються 4 компаніями: Olympic Casino, Tornado Casino, Nese Casino та Nautilus Casino.
Лотереї в Литві є законними, але завжди зобов'язані мати благодійну складову.

## Історія
Азартні ігри в Литві мають порівняно недовгу історію розвитку. За часів окупації Литви СРСР, азартні ігри там фактично не існували. 1990 року, після розвалу СРСР та відновлення незалежности країни, поступово почали відкриватися казино та невеликі центри розваг.
2001 року Литва врегулювала азартні ігри, що дало початок створенню національних гральних операторів. З часом відкрилися 18 ліцензованих казино, що належать 4 компаніям. Найбільший з власників — естонська група Olympic Casinos, 2004 року що відкрила перше в Литві казино — в Каунасі. 2013 року було відкрито нове казино.
Протягом 2013—2017 років загальний дохід казино як Прибалтики зростав, у Литві ріст склав 7 % за два роки, загальна сума прибутків склала 31 млн євро. Доходи литовських за роками казино склали (в млн євро):
- 2013 — 29
- 2014—2017 — 31

Закони про азартні ігри в Литві до 2016 року поширювались лише на звичайні казино. Проект закону, що регулював би азартні ігри в інтернеті, було ухвалено парламентом 2012 року, а прийнято 1 січня 2016-го. Раніше уряд не вживав заходів щодо блокування іноземних гральних сайтів, тому литовські гравці мали повний доступ до онлайн-казино, які доступні литовською чи англійською мовами.
1 січня 2016 вступили в силу поправки до закону про гральні ігри, що регулювали діяльність онлайн-казино. Так, щоб органом контролю за іграми надав ліцензію на інтернет-казино, оператор повинен мати і звичайне казино.
Суттєвого удару по індустрії завдала пандемія COVID-19 2019—2020 років. Так, загальні прибутки цього сектору в Литві за першу половину 2020 року впали на 15,9 % до 43,8 млн євро, і вперше доходи від онлайн-казино перевершили доходи наземного сектора. Найбільшим джерелом онлайн-доходу стали ігрові автомати. Звичайні казино, ігрові зали і букмекерські контори були закриті на карантин з 16 березня по 17 травня, згодом відкрились з певними обмеженнями, їхній прибуток знизився на 41,0 % — до 20,4 млн євро.
Загалом протягом 2020 року прибуток від онлайнових азартних ігор виріс на 47,1 %, але загальна виручка від азартних ігор в Литві впала на 8,1 % до 103,5 млн євро. Наземні казино показали падіння прибутків на 39,1 % до 43,9 млн євро.
З 1 липня 2021 року в Литві діє закон, що зобов'язує організаторів азартних ігор попереджати в рекламі про можливі наслідки від участі в них. До реклами уряд також включив деякі види спонсорства спортивних команд або гравців. У лютому 2021-го було опубліковано уточнення до закони, згідно якого, всі подібні угоди з новим законом мають називатися саме «спонсорством», але не «партнерством».

## Регулювання
За регулювання гемблінгу відповідає відділ у Міністерстві фінансів, яке відповідає за регулювання та контроль всієї ігрової діяльності в країні. Основною метою відповідного Закону є регулювання азартних ігор у сфері комерційних переваг ігор в казино, які включають в основному настільні ігри, ігрові автомати, бінго, лотерею та ставки.
Ліцензію на казино може отримати приватна або державна структура, необхідний капітал становить близько 1,1 млн. $. Ліцензії видаються на невизначений термін. Закон також зобов'язує кожне казино мати не менше 3 ігрових столів та 30 автоматів категорії «А» (з необмеженими виграшами). До ігор допускаються люди, старші 21 року, після обов'язкової реєстрації. З 2004 року є можливість самостійного виключення з казино за бажанням гравця. 2020 року в цій системі було зареєстровано більше 17 тис. гравців.
Регулятор може накладати штрафи до 7,740 євро на операторів, що рекламують азартні ігри, не маючи відповідної ліцензії. Спонсорство азартними операторами в Литві дозволено, воно вважається звичайною рекламою.
2020 року регулятор азартних ігор Литви запровадив нові правила щодо участі в азартних іграх. Серед іншого, особлива увага приділяється перевіркою клієнтів, які можуть вважатися «політично вразливими» або гравцями з високим рівнем ризику з третіх країн. Оператор казино зщобов'язаний перевіряти клієнтів, щоб підтвердити, чи стосується клієнт до цих категорій. Посилена ідентифікація клієнтів вимагає від операторів просити пред'явлення джерел доходів, як із документів, так і з загальнодоступних джерел, як-от із реєстрів даних.